# The Defeat of Satan
The Defeat of Satan è un album della band Antestor, pubblicato dall'etichetta discografica Momentum Scandinavia nel 2003.
L'album è composto dalle canzoni, opportunamente rimasterizzate e remixate, che erano contenute nei primi due demo della band, The Defeat of Satan e Despair.

## Tracce
1. Preludium – 0:54
2. Demonic Seduction – 6:09
3. Message from Hell – 3:45
4. Lost Generation – 3:24
5. Human – 5:03
6. Jesus, Jesus Ver Du Hjå Meg – 3:16
7. The Defeat of Satan – 9:04
8. New Life – 7:37
9. Jesus Saves – 8:26
10. Knus Ondskapen – 1:03

## Formazione
- Martyr (Kjetil Molnes) – voce
- Armoth (Svein Sander) – batteria
- Gard (Vegard Undal) – basso
- Vemod (Lars Stokstad) – chitarra, tastiere
- Erling Jorgensen - chitarra (aka Pilgrim)
- Bjørn Leren – chitarra